# Centrale hydroélectrique du Bras de la Plaine
 (septembre 2015).
Si vous disposez d'ouvrages ou d'articles de référence ou si vous connaissez des sites web de qualité traitant du thème abordé ici, merci de compléter l'article en donnant les références utiles à sa vérifiabilité et en les liant à la section « Notes et références ».
La centrale hydroélectrique du Bras de la Plaine est une centrale hydroélectrique de l'île de La Réunion, département d'outre-mer français dans le sud-ouest de l'océan Indien. Elle est située dans la ravine formée par le Bras de la Plaine sur le territoire de la commune de Saint-Pierre.